# Войтенко Оксана Володимирівна
Окса́на Володи́мирівна Войте́нко (нар. 23 січня 1989) — українська телережисерка та сценаристка.

## Біографія
Оксана Войтенко народилась 23 січня 1989 року в Києві. У 2008 році вступила до КНУТКіТ імені І. К. Карпенка-Карого. Отримала кіноосвіту за спеціальністю «Режисура ігрового фільму». З 2012 року працювала режисеркою відеомонтажу на телеканалах MTV, ТРК «Україна», помічницею режисера на телеканалі СТБ, а також художницею з візуальних ефектів на українських постпродакшн-студіях. Членкиня Гільдії режисерів України, членкиня журі номінації «Кіносценарій» міжнародного літературного конкурсу «Коронація слова»,  лауреатка Президентської стипендії за 2020 рік.

## Режисерські роботи
- «Пливе кача» (відеокліп на пісню вокальної формації «Піккардійська Терція»);
- «Бальзак» (серія передач про кохання видатних людей);
- «Запізнення»;
- «Разом назавжди»;
- «Затьмарення» та інші.
- «Кордон Віри» 2016;
- «Схрон» 2020;